# Johnny Isakson
John Hardy "Johnny" Isakson mais conhecido como Johnny Isakson (Atlanta, 28 de dezembro de 1944 – 19 de dezembro de 2021) foi um político e executivo norte-americano, descendente de suecos e britânicos, senador pelo estado da Geórgia de 2005 a 2015. Foi membro do Partido Republicano. Anteriormente representou o 6.º distrito eleitoral da Geórgia na Câmara dos Representantes dos Estados Unidos entre 1999 e 2005.

## Biografia
Nascido em 28 de dezembro de 1944, em Atlanta na Geórgia, é filho de imigrantes suecos.

### Carreira política

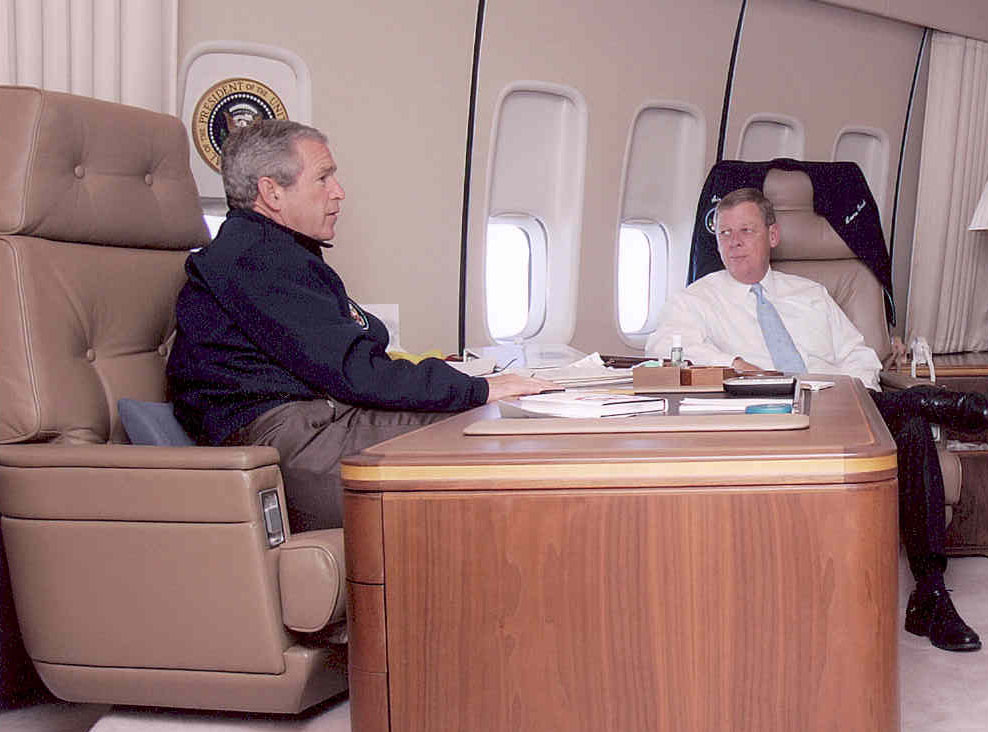
Isakson e o presidente George W. Bush

Isakson iniciou sua carreira política sendo eleito membro da câmara dos representantes dos Estados Unidos, com mais 65% dos votos, reelegendo-se em 2000 com 75% dos votos, e em 2002 com 80% dos votos, em 2004 foi eleito senador pela Geórgia com 58% dos votos. Foi um dos economistas que apoiou o Occupy Wall Street.

### Vida pessoal
Isakson foi casado com Dianne Davison e teve três filhos: John Isakson, Kevin Isakson e Julie Isakson.
Isakson morreu em 19 de dezembro de 2021, aos 76 anos de idade.